# Jonathan Lekkerimäki
Jonathan Mikael Lekkerimäki, född 24 juli 2004 i Huddinge, är en svensk professionell ishockeyspelare som spelar för Örebro HK i SHL.
Lekkerimäki har hittills spelat 46 grundseriematcher i SHL och gjort där 31 (19+12) poäng.
Han blev utsedd till most valuable player (MVP) framröstat av fansen i Örebro och fick ta emot pris av supporterföreningen 14-3 Örebros ordförande Tim Edner. Han blev även utsedd till most valuable player (MVP) när han spelade i juniorkronorna under juniorvärldsmästerskapet i ishockey 2024.